# Кат (геологија)
Kat (faunalni stadion) najmanji je geološki interval. Katovi se dalje ne mogu deliti. Na katove su podeljene epohe. Danas traje kat Atlantik, pre njega Boreal, te Visla itd. Faunalni stadion je povezan sa nekim dogaђajima (npr. ledeno doba). Većina stadiona je nazvana po geografskim imenima. Poznat je Pjačentin nazvan po Pjačentini u Veroni.